# 1999 DA8
1999 DA8, também escrito como 1999 DA8, é um objeto transnetuniano (TNO) que está localizado no disco disperso, uma região do Sistema Solar. Este corpo celeste possui uma magnitude absoluta (H) de 12,4 e um diâmetro estimado em cerca de 15 km.

## Descoberta
1999 DA8 foi descoberto no dia 16 de fevereiro de 1999 pelos astrônomos B. Gladman, J. J. Kavelaars, A. Morbidelli e M. J. Holman.

## Órbita
A órbita de 1999 DA8 tem uma excentricidade de 0.329 e possui um semieixo maior de 39.316 UA. O seu periélio leva o mesmo a uma distância de 26.401 UA em relação ao Sol e seu afélio a 52.232.